# Reutlingen Hauptbahnhof
Reutlingen Hauptbahnhof ist der wichtigste Bahnhof in Reutlingen. Daneben bestehen die Haltepunkte Reutlingen West und die der Stadtteile Betzingen und Sondelfingen. Sie alle liegen an der Bahnstrecke Plochingen–Immendingen. Der Bahnhof Reutlingen Süd (vormals Bahnhof Eningen) ist nicht mehr in Betrieb.

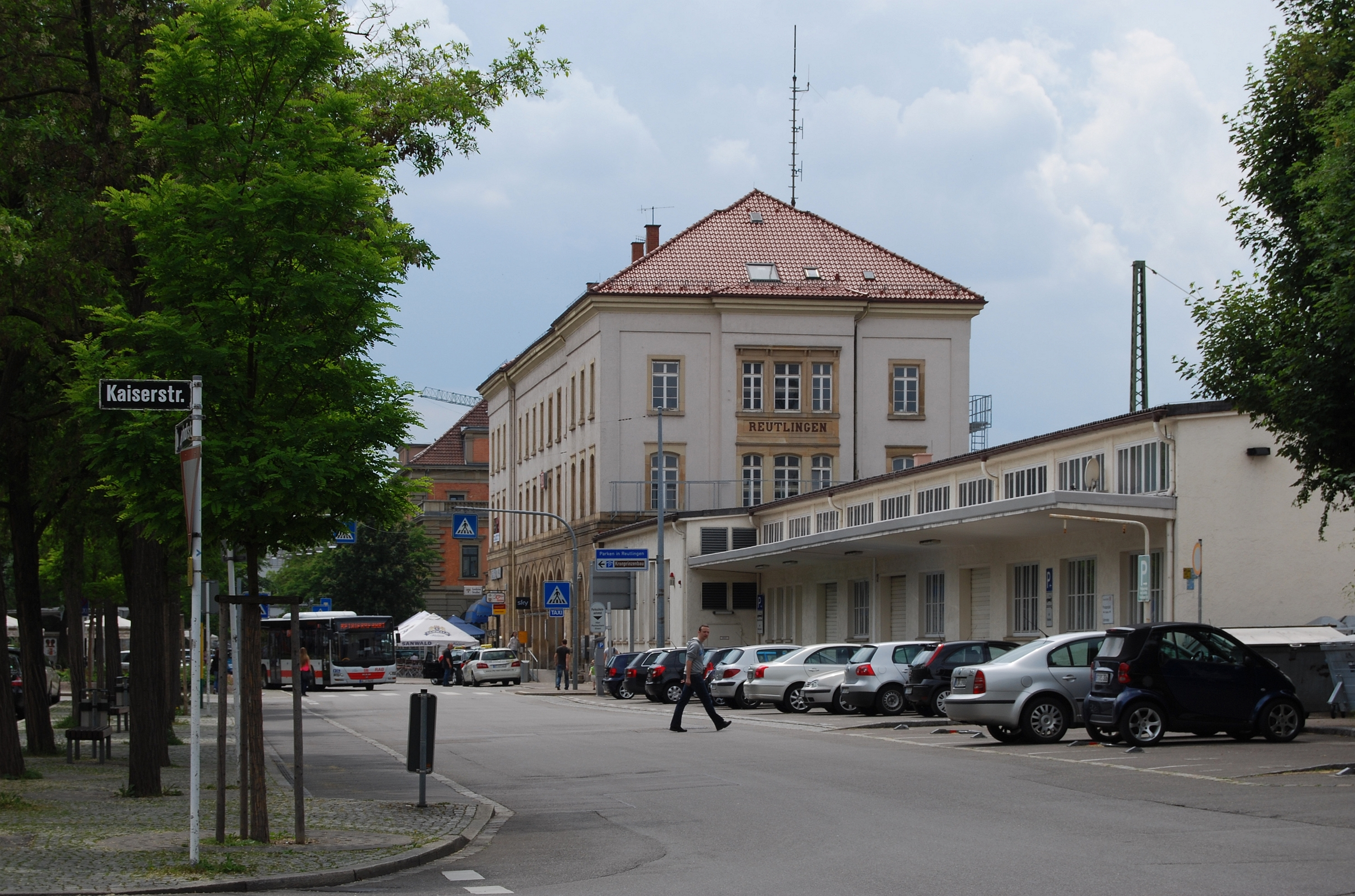
Aufnahme von 2011

## Geschichte
Nachdem Reutlinger Bürger sich aktiv an der Revolution von 1848/49 beteiligt hatten, verzögerte die Württembergische Staatsregierung bewusst den Bau der Bahnstrecke von Plochingen nach Reutlingen. Der Bahnhof wurde schließlich am 20. September 1859 eröffnet. Er war ursprünglich 575 Meter lang und bis zu 86 Meter breit. Er verfügte über ein Verwaltungs- und ein Zollgebäude, einen Güterschuppen, eine Lokomotivremise und eine Reparaturwerkstätte mit Wasserstation sowie über eine bedeckte Ladebühne.
Im Reutlinger Hauptbahnhof zweigte ab 1892 bis 1994 die Bahnstrecke Reutlingen–Schelklingen ab, deren Teil von Reutlingen bis Engstingen heute stillgelegt und abgebaut ist. Der Personenverkehr, zuletzt nur bis Honau, war schon 1980 eingestellt worden. Auch der Güterverkehr wurde zuletzt nur noch bis Reutlingen Süd bedient.
Von 1902 bis 1985 zweigte hier auch die Gönninger Bahn ab, die Reutlingen mit Gönningen verband. Sie war von den Badischen Lokal-Eisenbahnen erbaut worden und wurde zuletzt von der Württembergische Eisenbahn-Gesellschaft betrieben. Der Personenverkehr auf dieser Strecke war schon 1976 eingestellt worden.
Zudem verkehrte von 1899 an die dampfbetriebene Lokalbahn Reutlingen–Eningen vom Bahnhofsvorplatz aus nach Eningen unter Achalm, aus ihr ging 1912 die elektrische Straßenbahn Reutlingen hervor, die bis 1974 verkehrte.
Reutlingen Hbf war bereits in der Vergangenheit Fernverkehrshalt: Ab dem Fahrplanwechsel 2009/2010 im Dezember 2009 hielt in Reutlingen ein Intercity-Zugpaar. Es verband montags bis freitags Tübingen über Stuttgart mit Köln (sonntags ab Berlin), freitags auch mit Berlin: ein Intercity fuhr morgens Richtung Stuttgart, einer kam abends zurück.

## Zugverkehr

### Fernverkehr
Seit dem Fahrplanwechsel Ende 2023 verkehrt täglich ein IC-Zugpaar nach Dresden.
| Linie | Verlauf | Frequenz                           | Betreiber      |
| ----- | --- | ---------------------------------- | -------------- |
| IC 55 | Tübingen – Reutlingen – Metzingen – Nürtingen – Plochingen – Stuttgart – Vaihingen (Enz) – Heidelberg – Mannheim – Mainz – Koblenz – Bonn – Köln – Solingen – Wuppertal – Hagen – Dortmund – Hamm (Westfalen) – Bielefeld – Herford – Bad Oeynhausen – Minden (Westfalen) – Hannover – Braunschweig – Magdeburg – Halle (Saale) – Leipzig/Halle Flughafen – Leipzig – Riesa – Dresden-Neustadt – Dresden | ein Zugpaar täglich (IC 2047/2048) | DB Fernverkehr |

### Nahverkehr
| Linie  | Verlauf | Frequenz                                                                                            | Betreiber          |
| ------ | --- | --------------------------------------------------------------------------------------------------- | ------------------ |
| RE 6   | Stuttgart – Reutlingen – Tübingen – Mössingen – Hechingen – Balingen (Württ) – Albstadt-Ebingen – Sigmaringen – Herbertingen – Aulendorf                                            | 120-Minuten-Takt;                                                                                   | DB Regio           |
| RE 6   | Stuttgart – Nürtingen – Metzingen (Württ) – Reutlingen – Tübingen | 120-Minuten-Takt                                                                                    | DB Regio Stuttgart |
| MEX 12 | Tübingen – Reutlingen – Metzingen (Württ) – Bempflingen – Nürtingen – Oberboihingen – Wendlingen (Neckar) – Plochingen – Esslingen (Neckar) – Stuttgart – Heilbronn Hbf – (Mosbach) | 60-Minuten-Takt                                                                                     | DB Regio Stuttgart |
| MEX 12 | Tübingen – Reutlingen – Metzingen (Württ) – Bempflingen – Nürtingen – Oberboihingen – Wendlingen (Neckar) – Plochingen – Esslingen (Neckar) – Stuttgart                             | Verstärker, einzelne Fahrten                                                                        | DB Regio Stuttgart |
| MEX 18 | Tübingen – Reutlingen – Metzingen (Württ) – Nürtingen – Wendlingen (Neckar) – Plochingen – Esslingen (Neckar) – Stuttgart – Heilbronn Hbf – Osterburken                             | 60-Minuten-Takt                                                                                     | DB Regio Stuttgart |
| RB 63  | Tübingen – Reutlingen – Metzingen (Württ) (– Bad Urach) | Tübingen – Reutlingen: 30-Minuten-Takt; Reutlingen - Metzingen (Württ) – Bad Urach: 60-Minuten-Takt | DB Regio           |

(Stand: Dez. 2022)

### Planungen
Zukünftig ist geplant, im Rahmen der Regional-Stadtbahn Neckar-Alb sowohl die Strecke über Pfullingen nach Schelklingen als auch jene nach Eningen zu reaktivieren.
Im August 2025 kündigte die DB an, Empfangsgebäude und Expressguthalle bis 2026 für fünf Millionen Euro zu sanieren. Im März 2024 hatte die DB Planungsleistungen für eine Erneuerung der Verkehrsstation ausgeschrieben.

## Busverkehr
Der Hauptbahnhof war von 1899 bis 1974 der zentrale Knotenpunkt der Straßenbahn Reutlingen. Heute befindet sich dort der Busbahnhof für Regionalbuslinien, und es bestehen Umstiegsmöglichkeiten zu den meisten Stadtbuslinien der Reutlinger Stadtverkehrsgesellschaft (RSV).
| Bussteig          | 1       | 2    | 3    | 4    | 5   | Bahnhofstraße     |
| ----------------- | ------- | ---- | ---- | ---- | --- | ----------------- |
| Abfahrende Linien | 7606    | 400  | 111  | 100  | 197 | Fernbusse         |
| Abfahrende Linien | 7644    | 7607 | 7601 | 102  | F   | 10/7611 (Ankunft) |
| Abfahrende Linien |         |      | 7605 | 7635 | 555 |                   |
| Abfahrende Linien | 10/7611 | 5    |      |      |     |                   |
| Abfahrende Linien | 12      |      |      |      |     |                   |

Mit dem Start des neuen Stadtbuskonzeptes Mitte 2019 liegt die Hauptverkehrsachse des Stadtbusnetzes nun an den Haltestellen Listplatz/Hauptbahnhof, Gartenstraße/Hauptbahnhof und Unter den Linden/Hauptbahnhof, an welcher alle wichtigen Linien halten.
| Haltestelle       | Unter den Linden/ Hauptbahnhof | Listplatz/Hauptbahnhof Gartenstraße/Hauptbahnhof | Listplatz/Hauptbahnhof Gartenstraße/Hauptbahnhof | Listplatz/Hauptbahnhof Gartenstraße/Hauptbahnhof |
| ----------------- | ------------------------------ | ------------------------------------------------ | ------------------------------------------------ | ------------------------------------------------ |
| Abfahrende Linien | 1                              | 1                                                | 7                                                | 12                                               |
| Abfahrende Linien | 3                              | 2                                                | 8                                                | 21                                               |
| Abfahrende Linien | 6                              | 3                                                | 10/7611                                          | 22                                               |
| Abfahrende Linien | 11                             | 4                                                | 11                                               | Nachtbusse                                       |
| Abfahrende Linien | 21                             | 5                                                |                                                  |                                                  |
| Abfahrende Linien | 22                             | 6                                                |                                                  |                                                  |
| Abfahrende Linien | X3                             |                                                  |                                                  |                                                  |
| Abfahrende Linien | Nachtbusse                     |                                                  |                                                  |                                                  |

## Infrastruktur
Der Reutlinger Hauptbahnhof verfügt über drei Bahnsteiggleise. Der ausgedehnte Güter- und Rangierbahnhof östlich des Personenbahnhofs ist seit einigen Jahren nicht mehr in Betrieb. Die Gleisanlagen waren 2011 noch komplett erhalten, bis 2020 sind sie aber entfernt worden.
Inzwischen wird erwogen, den im Besitz der Stadt befindlichen Güterbahnhof als Umschlagbahnhof wiederaufzubauen. Die Planung des als „Zero Emission Logistik Terminal“ bezeichneten Projekt wird unter einem im Sommer 2021 vom Land Baden-Württemberg erteilten Förderbescheid unterstützt.